# 타이론 벤스킨

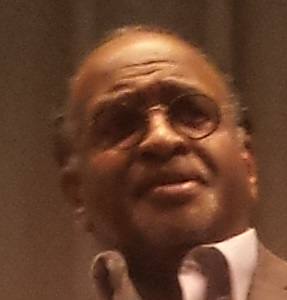

타이론 벤스킨(Tyrone Benskin, 1958년 12월 29일 ~ )은 캐나다의 배우, 정치인, 텔레비전 배우이다.
브리스틀에서 태어났다.

## 출연 작품
- 이디야와 얼음왕국의 전설 (2013년) - 아이탁 족장 목소리 역
- 신들의 전쟁 (2011년)
- 피퍼스 (2010년)
- 데드 라이크 미: 라이프 애프터 데스 (2009년)
- 더 크리스마스 콰이어 (2008년)
- 아임 낫 데어 (2007년)
- 로또 6/66 (2006년)
- 대지진 10.5 2 (2006년)
- 300 (2006년)
- 찰리 제이드 (2005년) - 칼 루빈스키 역
- 베어스 (2004년) - 나레이션 역
- 속죄 (2002년)
- 킬링 야드 (2001년)
- 네이키드 시티 (1998년)
- 나이트 머더 (1997년)
- 싸이파이터 (1996년)
- 어둠 속의 목격자 (1995년)
- 불멸의 카우보이 (1995년)
- 마크 맨 (1995년)
- 탐정 스펜서 - 야만의 장소 (1995년) - 스티븐슨 역
- 마이 브레스트 (1994년)
- 캔바스 (1992년)
- 마지막 모험 (1991년)
- 아미티빌 5 (1990년)
- 크리미날 로 (1988년)
- 나이트 히트 (1985년)

### 텔레비전
- Sophie (2008)